# クリントン郡 (ケンタッキー州)
クリントン郡（英: Clinton County）は、アメリカ合衆国ケンタッキー州の南部に位置する郡である。2010年国勢調査での人口は10,272人であり、2000年の9,634人から6.6%増加した。郡庁所在地はオルバニー市（人口2,033人）であり、同郡で人口最大の都市でもある。
クリントン郡は1836年に設立され、郡名は第7代ニューヨーク州知事（在任1817年-1823年）を務めたデウィット・クリントンに因んで名付けられた。郡内のどこにおいてもアルコール飲料の販売が禁止されている「ドライ郡」（禁酒郡）である。

## 歴史
クリントン郡は1836年2月20日に、カンバーランド郡とウェイン郡の一部を合わせて設立された。郡名はニューヨーク州知事デウィット・クリントンに因んで名付けられた。

## 地理
アメリカ合衆国国勢調査局に拠れば、郡域全面積は205.54平方マイル (532.3 km2)であり、このうち陸地197.46平方マイル (511.4 km2)、水域は8.09平方マイル (21.0 km2)で水域率は3.94%である。

### 隣接する郡
- ラッセル郡 - 北
- ウェイン郡 - 東
- ピケット郡 (テネシー州) - 南東
- クレイ郡 (テネシー州) - 南西
- カンバーランド郡 - 西

## 人口動態
以下は2000年国勢調査による人口統計データである。
| 基礎データ - 人口: 9,634人 - 世帯数: 4,086 世帯 - 家族数: 2,811 家族 - 人口密度: 19人/km2（49人/mi2） - 住居数: 4,888軒 - 住居密度: 10軒/km2（25軒/mi2） 人種別人口構成 - 白人: 99.09% - アフリカン・アメリカン: 0.10% - ネイティブ・アメリカン: 0.25% - アジア人: 0.04% - 太平洋諸島系: 0.11% - その他の人種: 0.08% - 混血: 0.32% - ヒスパニック・ラテン系: 1.22% 年齢別人口構成 - 18歳未満: 22.7% - 18-24歳: 8.6% - 25-44歳: 27.7% - 45-64歳: 26.0% - 65歳以上: 15.0% - 年齢の中央値: 39歳 - 性比（女性100人あたり男性の人口） - 総人口: 92.9 - 18歳以上: 91.5 | 世帯と家族（対世帯数） - 18歳未満の子供がいる: 29.8% - 結婚・同居している夫婦: 55.5% - 未婚・離婚・死別女性が世帯主: 9.7% - 非家族世帯: 31.2% - 単身世帯: 28.4% - 65歳以上の老人1人暮らし: 12.8% - 平均構成人数 - 世帯: 2.34人 - 家族: 2.85人 収入と家計 - 収入の中央値 - 世帯: 19,563米ドル - 家族: 25,919米ドル - 性別 - 男性: 21,193米ドル - 女性: 16,194米ドル - 人口1人あたり収入: 13,286米ドル - 貧困線以下 - 対人口: 25.8% - 対家族数: 20.2% - 18歳未満: 31.8% - 65歳以上: 29.9% |

## 都市と町
- オルバニー - 郡庁所在地
- アルファ